# Ла-Рошель-1
Ла-Рошель 1-й кантон (фр. Canton de La Rochelle-1) — кантон во Франции, находится в регионе Пуату — Шаранта. Департамент кантона — Шаранта Приморская. Входит в состав округа Ла-Рошель. Население кантона на 2006 год составляло 10 064 человек.
Код INSEE кантона 1723. Всего в кантон Ла-Рошель 1-й кантон входят 1 коммун, из них главной коммуной является Ла-Рошель.